# Kanton Saint-Germain-l’Herm
Der Kanton Saint-Germain-l’Herm war bis 2015 ein französischer Kanton im Arrondissement Ambert, im Département Puy-de-Dôme und in der Region Auvergne-Rhône-Alpes; sein Hauptort war Saint-Germain-l’Herm. Vertreterin im Generalrat des Départements war zuletzt von 2004 bis 2015 Dominique Giron.
Der Kanton war 211,94 km² groß und hatte (2006) 2.223 Einwohner, was einer Bevölkerungsdichte von 10,5 Einwohnern pro km² entsprach. Er lag im Mittel auf 940 Meter über dem Meeresspiegel, zwischen 591 m in Condat-lès-Montboissier und 1208 m in Chambon-sur-Dolore. 

## Gemeinden
Der Kanton bestand aus zehn Gemeinden:
| Gemeinde                | Einwohner Jahr | Fläche km² | Bevölkerungsdichte | Postleitzahl | Code INSEE |
| ----------------------- | -------------- | ---------- | ------------------ | ------------ | ---------- |
| Aix-la-Fayette          | 67 (2013)      | –          | – Einw./km²        | 63980        | 63002      |
| Chambon-sur-Dolore      | 167 (2013)     | –          | – Einw./km²        | 63980        | 63076      |
| Condat-lès-Montboissier | 222 (2013)     | –          | – Einw./km²        | 63490        | 63119      |
| Échandelys              | 243 (2013)     | –          | – Einw./km²        | 63980        | 63142      |
| Fayet-Ronaye            | 102 (2013)     | –          | – Einw./km²        | 63630        | 63158      |
| Fournols                | 327 (2013)     | –          | – Einw./km²        | 63980        | 63162      |
| Saint-Bonnet-le-Bourg   | 138 (2013)     | –          | – Einw./km²        | 63630        | 63323      |
| Saint-Bonnet-le-Chastel | 215 (2013)     | –          | – Einw./km²        | 63630        | 63324      |
| Sainte-Catherine        | 58 (2013)      | –          | – Einw./km²        | 63580        | 63328      |
| Saint-Germain-l’Herm    | 484 (2013)     | –          | – Einw./km²        | 63680        | 63353      |

## Bevölkerungsentwicklung
| 1962  | 1968  | 1975  | 1982  | 1990  | 1999  | 2009  |
| ----- | ----- | ----- | ----- | ----- | ----- | ----- |
| 3.393 | 3.714 | 3.152 | 2.779 | 2.468 | 2.310 | 2.200 |